# Зозуля чорна
Зозу́ля чорна (Cuculus clamosus) — вид птахів з родини зозулевих (Cuculidae). Поширений в тропічній Африці. Мешкає в рівнинних лісах, галерейних лісах і лісах міомбо , а також в обсаджених деревами саванах, у чагарниках, в акацієвих лісах, лісах уздовж річок тощо.

## Підвиди
Визнано два підвиди:
- Cuculus clamosus clamosus — це мігруюча форма, яка розмножується в Південній Африці між вереснем і груднем і мігрує у березні на північ до тропічної Африки.
- Cuculus clamosus gabonensis — осілий, мешкає в Центральній Африці.

## Опис
Чорна зозуля має середню довжину 30 см, з них на хвіст припадає 14 см. Дзьоб зозулі має середню довжину 2,3 сантиметра. Самці важать від 78 до 94 грамів, самиці важать від 75 до 94 грамів. Оперення верхньої частини чорне, з деякими зеленими переливами, а кінчики хвоста білі. Забарвлення нижньої частини тіла різниться залежно від підвиду, а також індивідуально. Птах підвиду C. c. clamosus може бути повністю чорним або мати коричневі смуги на грудях (особливо у самиць) або мати легку білу смугу на животі. З іншого боку, особини підвиду C. c. gabonensis мають червоне горло, а груди та живіт білі з чорними смугами. Молодь коричнева.

## Спосіб життя
Птах живиться комахами, переважно волохатими гусеницями, а також літаючими термітами, мурашками, жуками та їхніми личинками.
Чорна зозуля — гніздовий паразит, який підкидає яйця у гнізда інших видів птахів. Птахи-господарі, яких він використовує, відрізняються залежно від середовища існування. У савані в основному використовуються види з родини гладіаторових, такі як гонолек червоноволий, а також такі види, як бюльбюль темноголовий.
Період розмноження також залежить від ареалу. Під час яйцекладки самиці викидає одне з яєць птахів-господарів. Самиця може відкласти до 22 яєць впродовж 10 тижнів. Вони мають еліптичну форму, глянсову білу або зеленувату шкарлупу та різноманітні червонувато-коричневі та фіолетові плями.
Пташенята чорної зозулі вилуплюються через 13-14 днів і на три дні раніше, ніж пташенята птахів-господарів. Ще сліпе пташеня викидає яйця та інших пташенят господаря з гнізда через 16-30 годин після вилуплення. На восьмий день життя пташеня відкриває очі. Воно залишає гніздо на 20-21-й день життя, але його годують прийомні батьки ще 19-26 днів.